# Französische Rugby-Union-Meisterschaft 1992/93
Die Saison 1992/93 war die 94. Austragung der französischen Rugby-Union-Meisterschaft. Sie umfasste 32 Mannschaften in der obersten Liga (der heutigen Top 14).
Die Meisterschaft begann mit der Qualifikationsrunde, in der je acht Mannschaften in vier Gruppen aufeinander trafen. Die Erst- bis Viertplatzierten beider Gruppen zogen in die nächste Runde ein. Die 16 übrig gebliebenen Mannschaften wurden in vier Gruppen mit je vier Mannschaften eingeteilt, die Erst- und Zweitplatzierten dieser Gruppen qualifizierten sich für das Viertelfinale. Im Endspiel, das am 5. Juni 1993 im Parc des Princes in Paris stattfand, trafen die zwei Halbfinalsieger aufeinander und spielten um den Bouclier de Brennus. Dabei setzte sich Castres Olympique gegen den FC Grenoble durch und errang zum dritten Mal den Meistertitel. Es gab vier Absteiger, die im Anschluss an die erste Qualifikationsrunde ermittelt wurden. Die vier am schlechtesten platzierten Mannschaften jeder Qualifikationsgruppe traten in der Abstiegsrunde in vier Vierergruppen gegeneinander an. Die vier schlechtesten stiegen in die zweite Division ab, während die Gruppensieger um den (sportlich bedeutungslosen) Coupe André Moga spielten.

## Qualifikation

### Erste Runde
|    | Team               | Siege | Unent. | Ndlg. | Spiel- punkte | Diff. | Tabellen- punkte |
| -- | ------------------ | ----- | ------ | ----- | ------------- | ----- | ---------------- |
| 1. | RC Toulon          | 9     | 1      | 4     | 278:216       | + 62  | 33               |
| 2. | CA Bègles-Bordeaux | 9     | 0      | 5     | 384:225       | + 159 | 32               |
| 3. | Stade Toulousain   | 9     | 0      | 5     | 386:263       | + 123 | 32               |
| 4. | US Dax             | 9     | 0      | 5     | 311:236       | + 75  | 32               |
| 5. | FC Auch            | 9     | 0      | 5     | 245:251       | − 6   | 32               |
| 6. | SC Graulhet        | 6     | 0      | 8     | 292:337       | − 45  | 26               |
| 7. | RRC Nice           | 4     | 0      | 10    | 226:277       | − 51  | 22               |
| 8. | RC Chalon          | 0     | 1      | 13    | 171:488       | − 317 | 15               |

|    | Team               | Siege | Unent. | Ndlg. | Spiel- punkte | Diff. | Tabellen- punkte |
| -- | ------------------ | ----- | ------ | ----- | ------------- | ----- | ---------------- |
| 1. | SU Agen            | 9     | 0      | 5     | 304:190       | + 114 | 32               |
| 2. | Stadoceste Tarbais | 9     | 0      | 5     | 274:229       | + 45  | 32               |
| 3. | AS Béziers         | 7     | 2      | 5     | 281:220       | + 61  | 30               |
| 4. | Biarritz Olympique | 8     | 0      | 6     | 285:250       | + 35  | 30               |
| 5. | RC Nîmes           | 7     | 1      | 6     | 225:233       | − 8   | 29               |
| 6. | FCS Rumilly        | 6     | 0      | 8     | 190:216       | − 26  | 26               |
| 7. | Stade Bordelais    | 4     | 2      | 8     | 204:282       | − 78  | 24               |
| 8. | US Tyrosse         | 3     | 1      | 10    | 207:350       | − 143 | 21               |

|    | Team                  | Siege | Unent. | Ndlg. | Spiel- punkte | Diff. | Tabellen- punkte |
| -- | --------------------- | ----- | ------ | ----- | ------------- | ----- | ---------------- |
| 1. | RC Narbonne           | 9     | 1      | 4     | 333:220       | + 113 | 33               |
| 2. | FC Grenoble           | 9     | 1      | 4     | 293:223       | + 70  | 33               |
| 3. | Section Paloise       | 8     | 1      | 5     | 284:247       | + 37  | 31               |
| 4. | AS Montferrand        | 8     | 0      | 6     | 317:317       | ± 0   | 30               |
| 5. | Aviron Bayonnais      | 7     | 1      | 6     | 274:308       | − 34  | 29               |
| 6. | Racing Club de France | 6     | 1      | 7     | 292:250       | + 42  | 27               |
| 7. | CS Bourgoin-Jallieu   | 4     | 0      | 10    | 214:295       | − 81  | 22               |
| 8. | US Cognac             | 2     | 1      | 11    | 213:360       | − 147 | 19               |

|    | Team              | Siege | Unent. | Ndlg. | Spiel- punkte | Diff. | Tabellen- punkte |
| -- | ----------------- | ----- | ------ | ----- | ------------- | ----- | ---------------- |
| 1. | USA Perpignan     | 10    | 0      | 4     | 331:180       | + 151 | 34               |
| 2. | Castres Olympique | 10    | 0      | 4     | 330:184       | + 146 | 34               |
| 3. | CA Brive          | 9     | 1      | 4     | 301:207       | + 94  | 33               |
| 4. | US Colomiers      | 7     | 0      | 7     | 321:231       | + 90  | 28               |
| 5. | Stade Montois     | 5     | 2      | 7     | 289:334       | − 45  | 26               |
| 6. | Montpellier RC    | 5     | 0      | 9     | 213:299       | − 86  | 24               |
| 7. | Avenir Valencien  | 4     | 2      | 8     | 192:316       | − 124 | 24               |
| 8. | CO Le Creusot     | 3     | 1      | 10    | 129:355       | − 226 | 21               |

### Zweite Runde (Top 16)
|    | Team               | Siege | Unent. | Ndlg. | Spiel- punkte | Diff. | Tabellen- punkte |
| -- | ------------------ | ----- | ------ | ----- | ------------- | ----- | ---------------- |
| 1. | USA Perpignan      | 5     | 0      | 1     | 178:80        | + 98  | 16               |
| 2. | CA Brive           | 3     | 0      | 3     | 110:141       | − 31  | 12               |
| 3. | US Colomiers       | 2     | 0      | 4     | 113:110       | + 3   | 10               |
| 4. | Biarritz Olympique | 2     | 0      | 4     | 76:146        | − 70  | 10               |

|    | Team               | Siege | Unent. | Ndlg. | Spiel- punkte | Diff. | Tabellen- punkte |
| -- | ------------------ | ----- | ------ | ----- | ------------- | ----- | ---------------- |
| 1. | RC Toulon          | 4     | 0      | 2     | 121:65        | + 56  | 14               |
| 2. | Stade Toulousain   | 4     | 0      | 2     | 119:97        | + 22  | 14               |
| 3. | CA Bègles-Bordeaux | 3     | 0      | 3     | 95:75         | + 20  | 12               |
| 4. | AS Montferrand     | 1     | 0      | 5     | 59:157        | − 98  | 8                |

|    | Team            | Siege | Unent. | Ndlg. | Spiel- punkte | Diff. | Tabellen- punkte |
| -- | --------------- | ----- | ------ | ----- | ------------- | ----- | ---------------- |
| 1. | FC Grenoble     | 5     | 0      | 1     | 172:75        | + 97  | 16               |
| 2. | RC Narbonne     | 4     | 0      | 2     | 107:98        | + 9   | 14               |
| 3. | AS Béziers      | 2     | 0      | 4     | 87:146        | − 59  | 10               |
| 4. | Section Paloise | 1     | 0      | 5     | 107:154       | − 47  | 8                |

|    | Team               | Siege | Unent. | Ndlg. | Spiel- punkte | Diff. | Tabellen- punkte |
| -- | ------------------ | ----- | ------ | ----- | ------------- | ----- | ---------------- |
| 1. | SU Agen            | 5     | 0      | 1     | 117:70        | + 47  | 16               |
| 2. | Castres Olympique  | 4     | 0      | 2     | 133:62        | + 71  | 14               |
| 3. | Stadoceste Tarbais | 2     | 0      | 4     | 91:157        | − 66  | 10               |
| 4. | US Dax             | 1     | 0      | 5     | 95:147        | − 52  | 8                |

## Abstiegsrunde
|    | Team            | Siege | Unent. | Ndlg. | Tabellen- punkte |
| -- | --------------- | ----- | ------ | ----- | ---------------- |
| 1. | FC Auch         | 5     | 0      | 1     | 16               |
| 2. | Montpellier RC  | 4     | 0      | 2     | 14               |
| 3. | Stade Bordelais | 3     | 0      | 3     | 12               |
| 4. | RC Chalon       | 0     | 0      | 6     | 6                |

|    | Team             | Siege | Unent. | Ndlg. | Tabellen- punkte |
| -- | ---------------- | ----- | ------ | ----- | ---------------- |
| 1. | FCS Rumilly      | 4     | 0      | 2     | 14               |
| 2. | Aviron Bayonnais | 3     | 0      | 3     | 12               |
| 3. | Avenir Valencien | 3     | 0      | 3     | 12               |
| 4. | US Cognac        | 2     | 0      | 4     | 10               |

|    | Team          | Siege | Unent. | Ndlg. | Tabellen- punkte |
| -- | ------------- | ----- | ------ | ----- | ---------------- |
| 1. | SC Graulhet   | 5     | 0      | 1     | 16               |
| 2. | RC Nîmes      | 4     | 0      | 2     | 14               |
| 3. | RRC Nice      | 2     | 0      | 4     | 10               |
| 4. | CO Le Creusot | 1     | 0      | 5     | 8                |

|    | Team                  | Siege | Unent. | Ndlg. | Tabellen- punkte |
| -- | --------------------- | ----- | ------ | ----- | ---------------- |
| 1. | Racing Club de France | 5     | 0      | 1     | 16               |
| 2. | Stade Montois         | 4     | 0      | 2     | 14               |
| 3. | CS Bourgoin-Jallieu   | 3     | 0      | 3     | 12               |
| 4. | US Tyrosse            | 0     | 0      | 6     | 6                |

## Finalphase

### Viertelfinale
| Datum                     | Begegnung                       | Ergebnis |
| ------------------------- | ------------------------------- | -------- |
| 16. Mai 1993              | SU Agen – CA Brive              | 33:16    |
| 16. Mai 1993              | FC Grenoble – Stade Toulousain  | 19:17    |
| 16. Mai 1993              | RC Toulon – USA Perpignan       | 10:09    |
| 16. Mai 1993 22. Mai 1993 | Castres Olympique – RC Narbonne | 38:33 *  |
| 16. Mai 1993 22. Mai 1993 | Castres Olympique – RC Narbonne | 33:21    |

* Das Spiel wurde nach einer Beschwerde des RC Narbonne wiederholt.

### Halbfinale
| Datum        | Begegnung                     | Ergebnis |
| ------------ | ----------------------------- | -------- |
| 29. Mai 1993 | FC Grenoble – SU Agen         | 21:15    |
| 29. Mai 1993 | Castres Olympique – RC Toulon | 17:16    |

### Finale
| 5. Juni 1993 | Castres Olympique                                               | 14 : 11       | FC Grenoble                                         | Parc des Princes, Paris Zuschauer: 45.658 Schiedsrichter: Daniel Salles |
| 5. Juni 1993 | Versuche: Whetton (1) Straftritte: Labit (2) Dropgoals: Rui (1) | (3:5) Bericht | Versuche: Vélo (1) Straftritte: Savy (1) Hueber (1) | Parc des Princes, Paris Zuschauer: 45.658 Schiedsrichter: Daniel Salles |

Aufstellungen
Castres Olympique:

Startaufstellung: Jean-Bernard Bergès, Thierry Bourdet, Alain Carminati, Nicolas Combes, José Díaz, Laurent Labit, Thierry Lafforgue, Christophe Lucquiaud, Adrian Lungu, Gilbert Pages, Francis Rui, Cédric Tonini, Laurent Toussaint, Christophe Urios, Gary Whetton

Auswechselspieler: Christian Batut, Maurice Bille, Éric Minniti, Philippe Oms, Jean-Philippe Swiadeck, Jean-Luc Vidal
FC Grenoble:

Startaufstellung: Brice Bardou, Olivier Brouzet, Franck Capdeville, Hervé Chaffardon, Éric Ferruit, Patrick Goirand, Grégory Kacala, Djoni Mandic, Dominique Mazille, Philippe Meunier, Olivier Merle, Cyril Savy, Willy Taofifénua, Philippe Tapié, Frédéric Vélo

Auswechselspieler: Arnaud Bazin, Gilbert Brunat, Xavier Cambres, Franck Hueber, Martial Servantes, Patrice Vacchino
Im Finale beeinflusste eine Fehlentscheidung von Schiedsrichter Daniel Salles die Meisterschaft. Er verweigerte zunächst einen Versuch durch Olivier Brouzet. Später gab er den Versuch durch Gary Whetton (Castres), obwohl Grenoble-Verteidiger Franck Hueber den Ball zuerst in seiner Versuchszone aufsetzte. Dieser Fehler, den Salles 20 Jahre später zugab, bescherte Castres den Titel. Grenoble-Trainer Jacques Fouroux, der damals im Konflikt mit dem Verband stand, witterte eine Verschwörung.